# クイーンズウェイ駅
クイーンズウェイ駅（クイーンズウェイえき、英語: Queensway tube station）は、ロンドンシティ・オブ・ウェストミンスターとケンジントン・アンド・チェルシー区に位置するロンドン地下鉄セントラル線の鉄道駅である。ノッティング・ヒル・ゲート駅とランカスター・ゲート駅の間に位置し、トラベルカード・ゾーン1に含まれる。

## 歴史
1900年7月30日にクイーンズ・ロード駅として開業し、1946年9月1日に現在の駅名に改名した。

## バス路線
ロンドンバスの70、94、148、390系統が当駅を経由する。

## ギャラリー

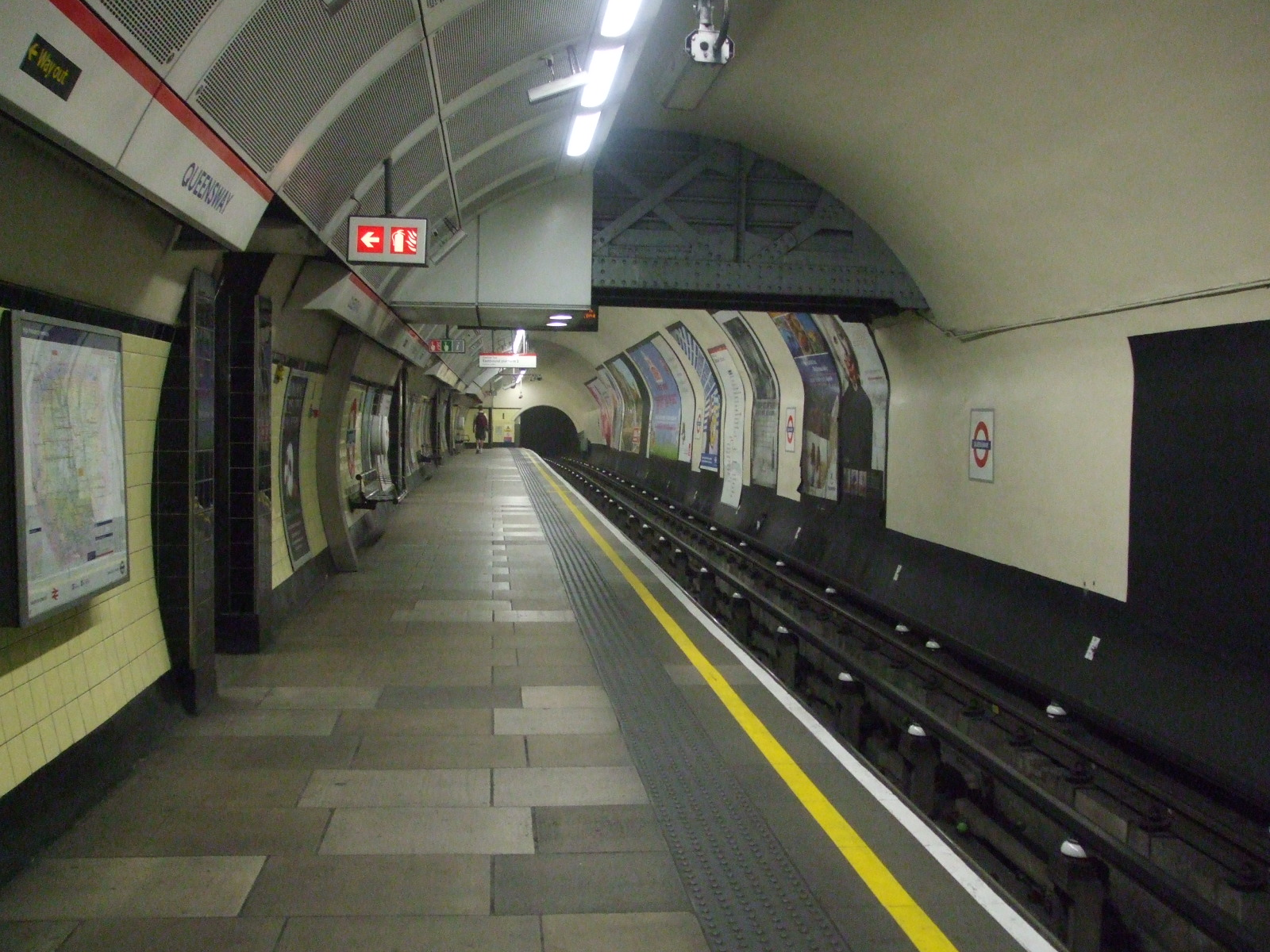
東行きホーム
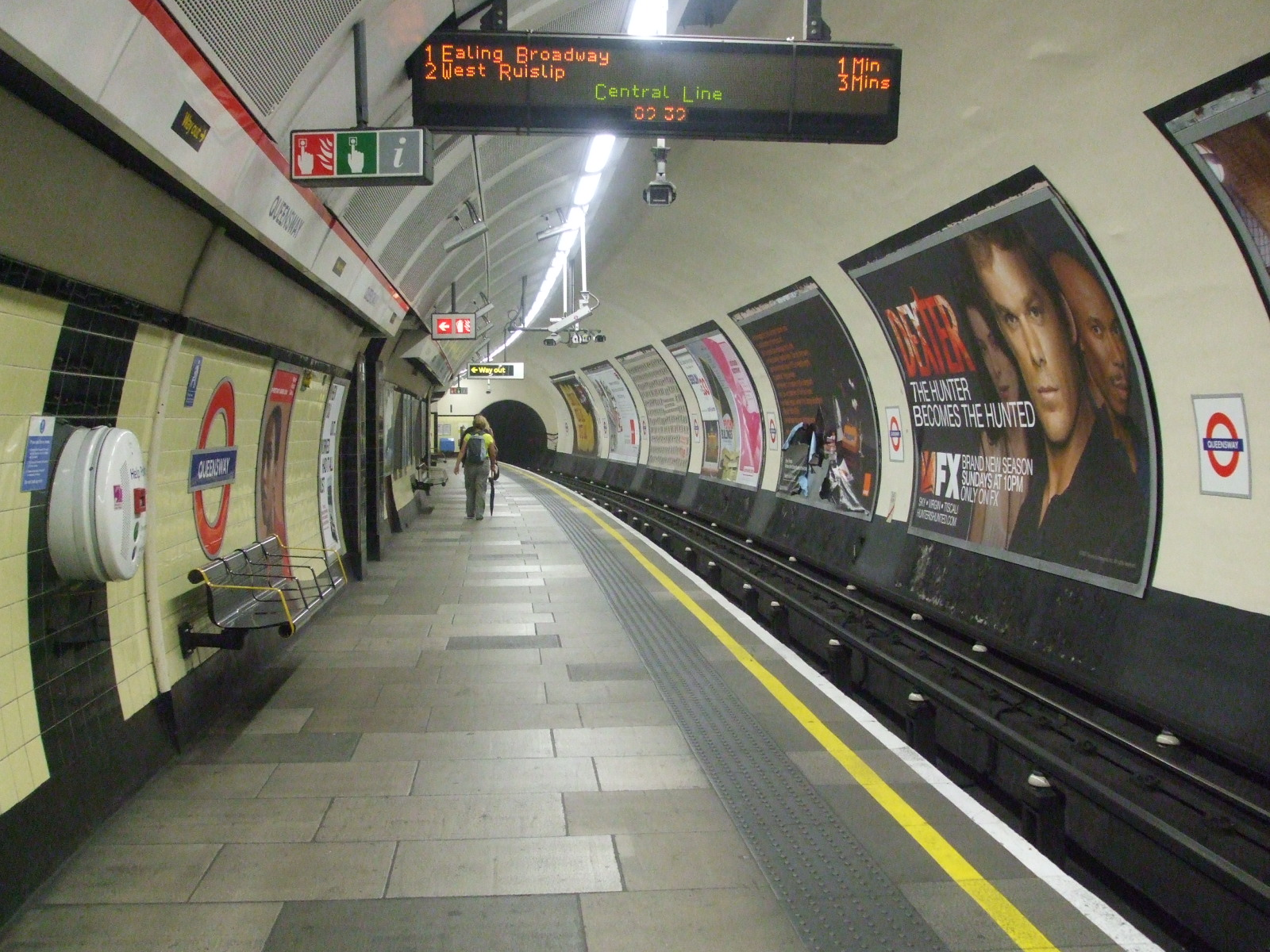
西行きホーム
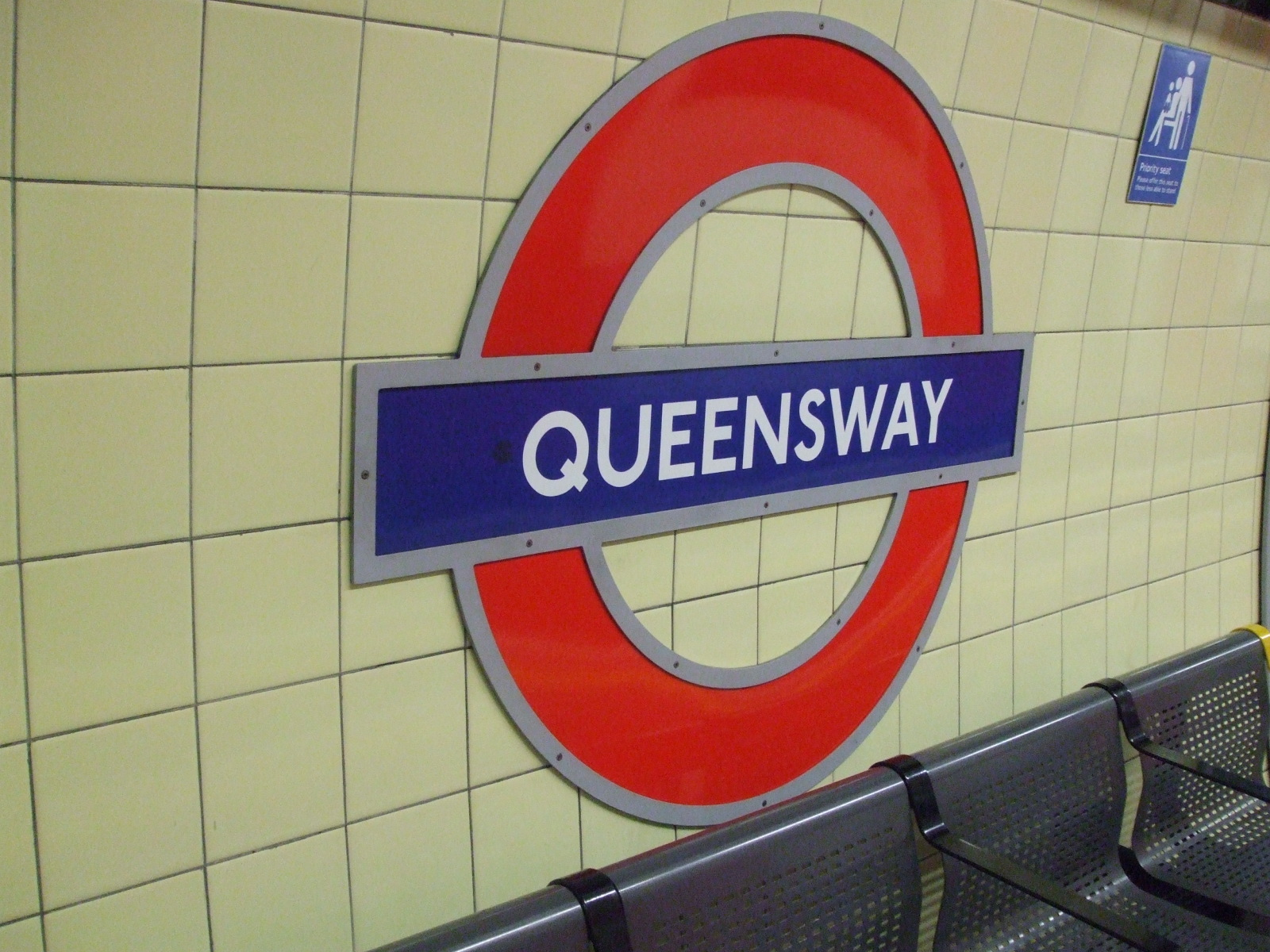
プラットホームにある駅名標
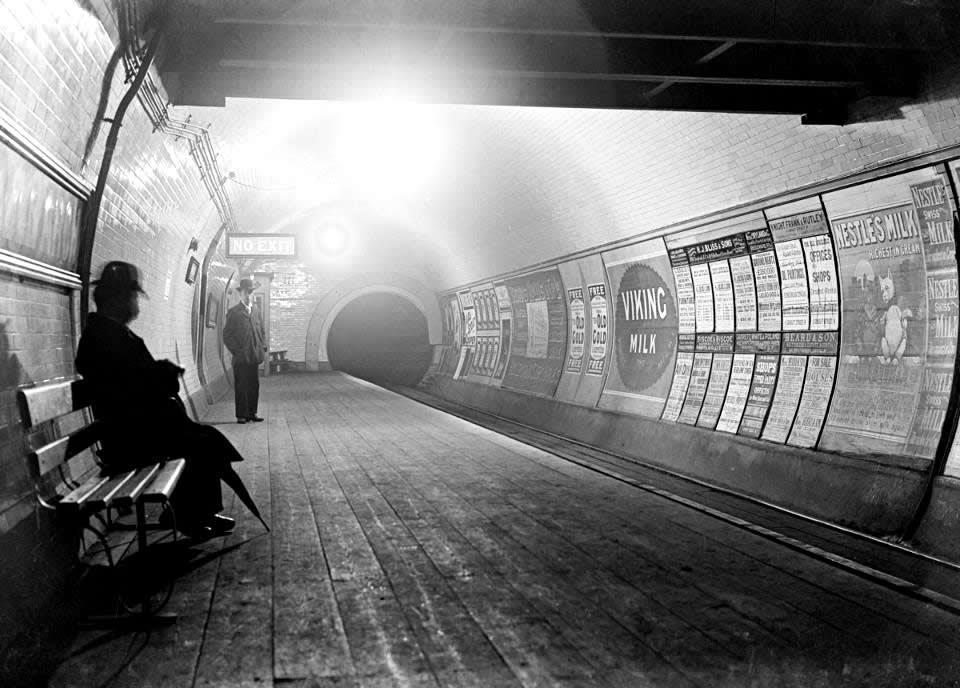
開業直後の東行きホーム（1900年）

## 隣の駅
ロンドン交通局
ロンドン地下鉄
■セントラル線
ノッティング・ヒル・ゲート駅 - クイーンズウェイ駅 - ランカスター・ゲート駅